# Vojašnica Bovec
Vojašnica Bovec (prej vojašnica Simon Gregorčič), znana tudi kot vojašnica Žaršče, je bila zgrajena v tridesetih letih 20. stoletja za potrebe italijanske vojske, ki je varovala rapalsko mejo na območju Trente, Bovca in Kobarida. Po kapitulaciji italijanske vojske leta 1943 so vojašnico zasedli Nemci, po koncu druge svetovne vojne pa so bile v njej nekaj časa nastanjene ameriške enote, nato pa se je vanjo naselila JLA. Ta je vojašnico zapustila leta 1982, kmalu zatem pa so začeli objekti propadati. Potresa v letih 1998 in 2004 sta poslopja še dodatno poškodovala. Ker so vsi projekti o prenovi vojaškega kompleksa propadli, so vojašnico leta 2009 porušili.

## Zgodovina
Vojašnico so začeli graditi leta 1927 za potrebe italijanskih obmejnih enot (Guardia alla frontiera oz. GAF) in alpinov, ki so varovale rapalsko mejo na območju Trente, Bovca in Kobarida. Gradnja vojašnice je bila zaključena leta 1932. V njej naj bi bilo prostora za 500 vojakov in 70 konj. Po aprilski vojni leta 1941 je vojašnica bolj ali manj samevala, saj po padcu meje med Italijo in Kraljevino Jugoslavijo ni bilo več potrebe po večji vojaški posadki. Po kapitulaciji Italije in italijanske vojske leta 1943 je vojašnico zasedla nemška vojska. Ta jo je uporabljala vse do svojega umika v začetku maja 1945. Devetnajstega maja so v Bovec prišli vojaki 10. gorske divizije ameriške vojske in pri tem zasedli vojašnico ter jo uporabili za nastanitev svojih enot. V naslednjih dveh letih so bile v vojašnici nastanjene enote 34. in 88. pehotne divizije, ki so varovale t.i. Morganovo linijo, začasno mejo med zavezniško vojaško upravo na zahodu ter Jugoslavijo na vzhodu. Američani so vojašnico zapustili 15. septembra 1947, kmalu zatem pa jo je začela uporabljati JLA in jo preimenovala v vojašnico Simon Gregorčič. V njej je bil nastanjen 4. planinski bataljon 345. planinske brigade JLA s poveljstvom v Kranju. Leta 1982 je bil planinski bataljon premeščen na Kosovo, vojašnico pa so za kratek čas uporabljali kot počitniški objekt za uslužbence JLA. Zaradi slabega vzdrževanja so objekti začeli kmalu propadati.
Po osamosvojitvi Slovenije leta 1991 je objekte prevzelo Ministrstvo za obrambo Republike Slovenije, to pa jih je kmalu prepustilo Občini Bovec. Ker objekti niso bili vzdrževani, so začeli propadati, resno škodo pa sta povzročila potresa leta 1998 in 2004. Ker se skozi leta ni našel investitor, ki bi objekte obnovil in jih namenil turizmu oz. ostalim vsebinam, se je občina odločila, da v okviru popotresne obnove objekte poruši. Objekti so bili porušeni leta 2009, od nekdanje vojašnice pa je ostalo le obzidje.